# Bundesstraße 85

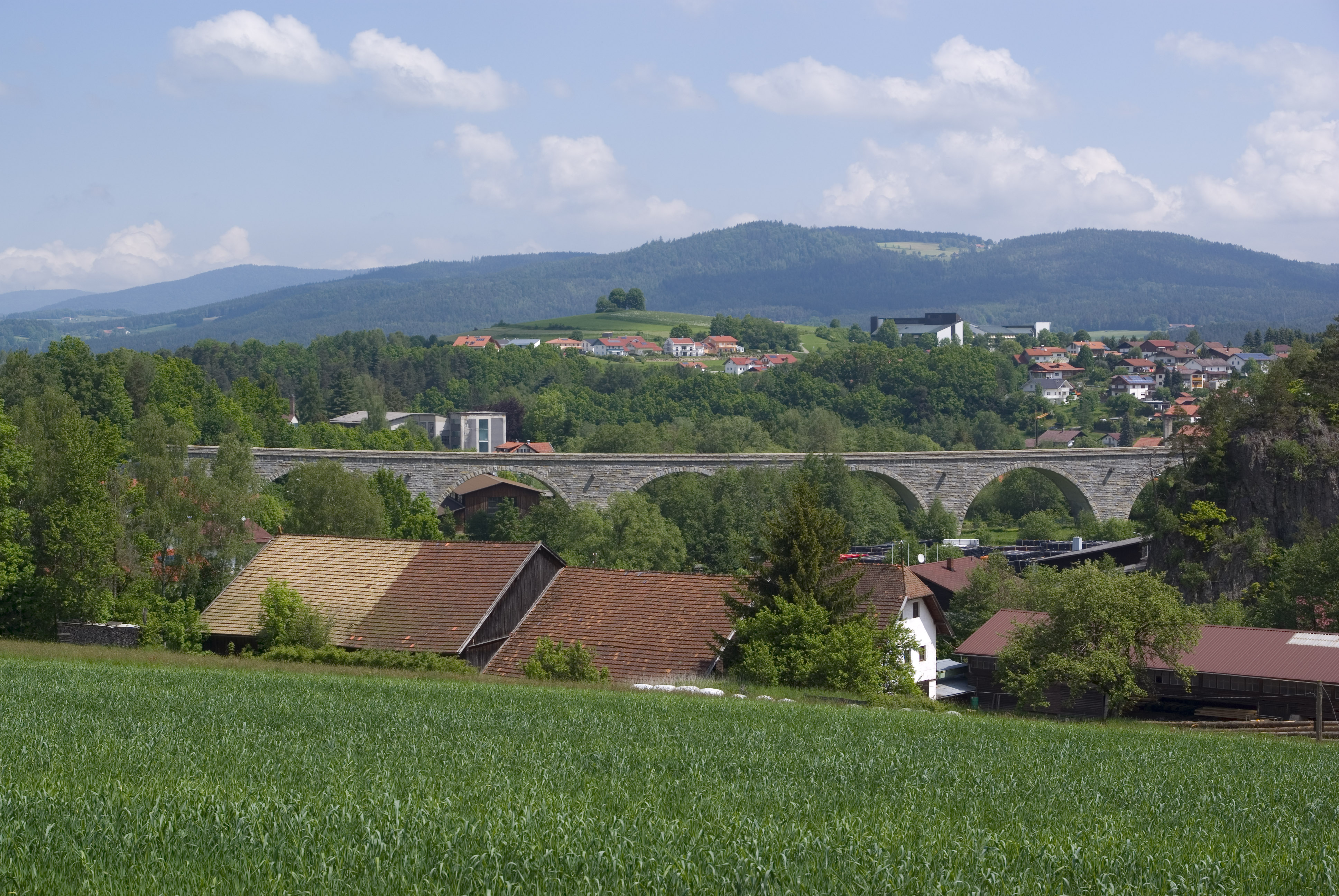
Brücke der B 85 bei Viechtach

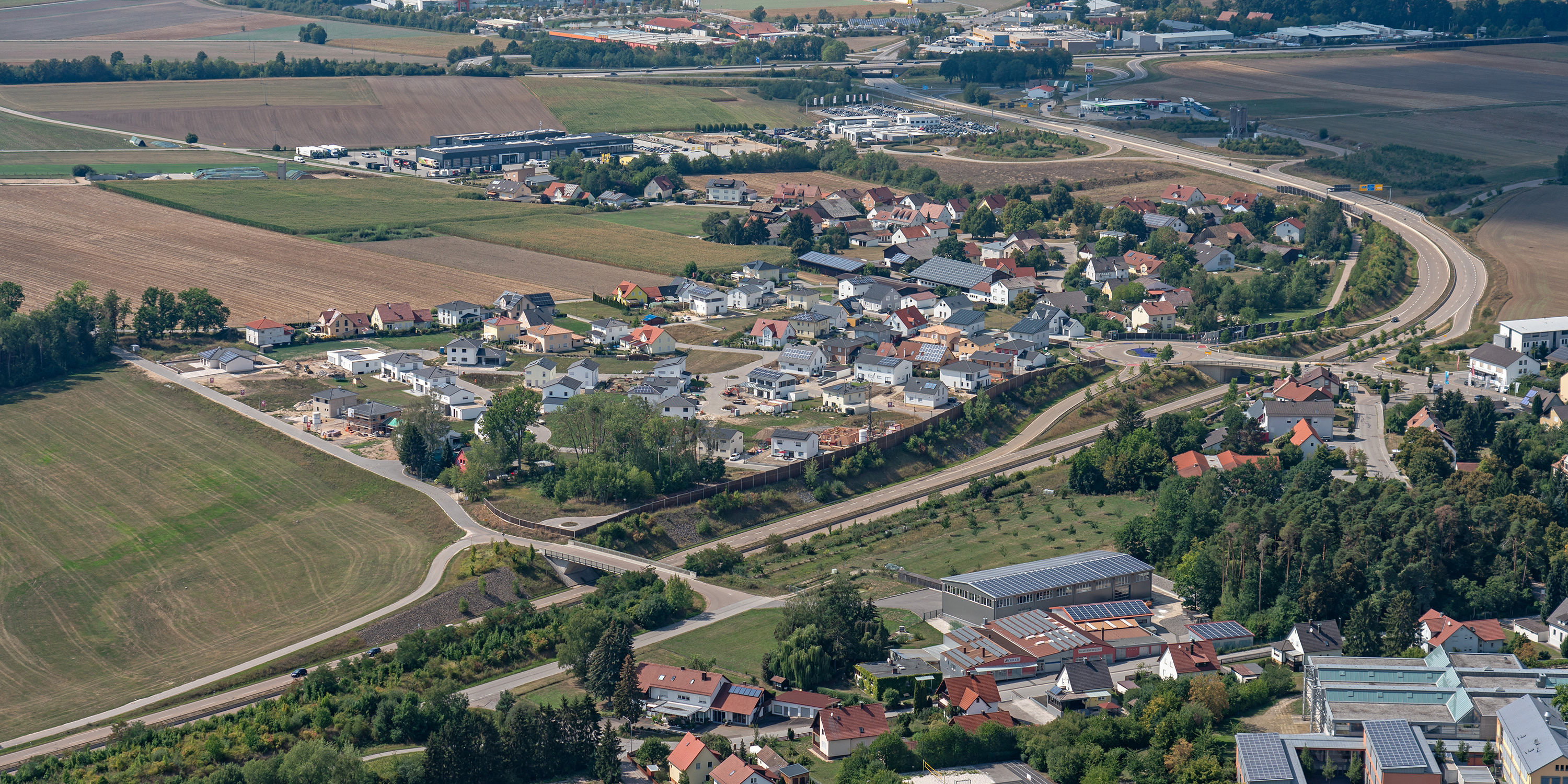
Luftaufnahme der Bundesstraße 85 bei Wackersdorf

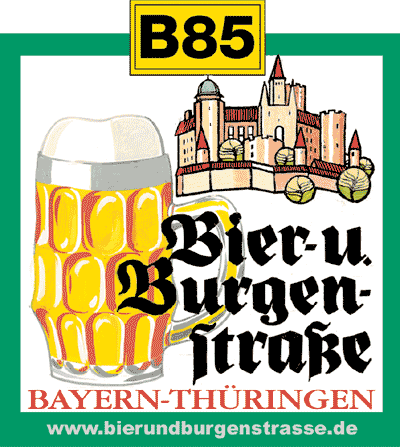
Logo der Bier- und Burgenstraße

Die Bundesstraße 85 (Abkürzung: B 85) ist eine deutsche Bundesstraße mit einer Länge von 493 Kilometern. Sie beginnt bei Berga am Nordrand des Kyffhäusers, verläuft nach Südosten quer durch Thüringen und Bayern vorbei an Bayreuth, Amberg und Cham (Oberpfalz) und endet schließlich in der Dreiflüssestadt Passau.
Orte entlang der B 85:
Berga – Bad Frankenhausen/Kyffhäuser – Kölleda – Weimar – Rudolstadt – Saalfeld/Saale – Ludwigsstadt – Kronach – Kulmbach – Bayreuth – Pegnitz – Auerbach in der Oberpfalz – Sulzbach-Rosenberg – Amberg – Schwandorf – Bruck i.d.OPf. – Roding – Cham – Viechtach – Regen – Schönberg (Niederbayern) – Tittling – Passau
Vorgänger war die Reichsstraße 85 Berga – Bayreuth – Vilseck – Amberg – Passau. Zwischen Bad Frankenhausen/Kyffhäuser und Passau ist die B 85 Teil der touristischen Bier- und Burgenstraße, zwischen Cham und Passau Teil der alten Bayerischen Ostmarkstraße, die 1938 vollendet wurde.
Die B 85 ist stellenweise sehr gut ausgebaut (z. B. längere vierspurige Streckenabschnitte zwischen Amberg, Schwandorf, Roding und Cham).

## Verlauf und Ausbau

### Landkreis Mansfeld-Südharz
Nach Eröffnung der Südharzautobahn A 38 zwischen Nordhausen und Roßla wurde die B 85 in Berga im Landkreis Mansfeld-Südharz von der Kreuzung mit der ehemaligen B 80 bis zur Autobahnauffahrt in östliche Richtung verlängert.
An der Kreuzung mit der ehemaligen Bundesstraße 80 beginnend, verläuft die B 85 in südliche Richtung durch Berga, und verlässt den Ort nach Querung der Bahnstrecke Sangerhausen-Nordhausen. Östlich der Talsperre Kelbra quert die B 85 die Helme sowie Kelbra.

### Kyffhäuserkreis
Nachdem die B 85 Kelbra verlassen hat, quert die Bundesstraße den Kyffhäuser. Der nördliche Teil der Querung ist bei Motorradfahrern aufgrund seiner 36 Doppelkurven sehr beliebt. Aus diesem Grund sind diese 4 km vor allem in den Sommermonaten sehr unfallträchtig. Die Bundesstraße verläuft im weiteren Verlauf durch den Kyffhäuser direkt am Jagdschloss Rathsfeld vorbei und durchquert schließlich Bad Frankenhausen unter Umgehung der Altstadt.
Weiter führt die B 85 an der Kyffhäuser-Kaserne vorbei über Seehausen (Bad Frankenhausen) nach Oldisleben in südöstlicher Richtung. Weiter führt die B 85 in südliche Richtung entlang der Unstrut nach Sachsenburg durch die Thüringer Pforte, nach Verlassen dieser verläuft die B 85 entlang der Bahnstrecke Sangerhausen–Erfurt, welche dreimalig gequert wird, durch die Orte Gorsleben und Etzleben. Südlich von Etzleben wird die Bundesautobahn 71 überbrückt. Von 2009 bis August 2015 endete diese an der Bundesstraße.

### Landkreis Sömmerda
Weiter führt die B 85 durch Schillingstedt nach Kölleda, wo die Bundesstraße 176 gekreuzt wird. Nach Verlassen von Kölleda quert die B 85 die Bahnstrecke Straußfurt–Großheringen, genannt Pfefferminzbahn, dreimalig, sowie die Orte Großneuhausen und Olbersleben. Südlich von Olbersleben wird die Neubaustrecke Erfurt–Leipzig/Halle überquert.

### Landkreis Weimarer Land/Stadt Weimar
Danach erreicht die B 85 die Stadt Buttelstedt und führt über Daasdorf weiter nach Großobringen. Wegen der engen Ortsdurchfahrten von Buttelstedt und Daasdorf sollen diese von einer Ortsumgehung entlastet werden.
Südlich von Großobringen erreicht die B 85 Weimar mit dessen Ortsteil Schöndorf. In diesem trifft sie auf die Bundesstraße 7, mit der sie bis Nohra gemeinsam geführt wird. Der Ortskern von Weimar wird durch eine nordwestliche Umgehungsstraße umfahren. Der Verlauf durch das südliche Weimar und Legefeld wurde 2015 herabgestuft. Seitdem verläuft die B 85 über Troistedt nach Bad Berka. Zwischen Nohra und Troistedt wird die Bundesautobahn 4 an der Anschlussstelle Nohra gequert. Nach Bad Berka führt die B 85 weiter über Blankenhain nach Rudolstadt.

### Landkreis Saalfeld-Rudolstadt
Nach Erreichen des Landkreises Saalfeld-Rudolstadt quert die Bundesstraße die Stadt Teichel, welche eine der kleinsten Städte der DDR war. Weiter folgt die Straße dem Gornitzbach und der Rinne über Teichröda, Ammelstädt und Pflanzwirbach bis Rudolstadt, wo diese in die Saale münden, deren Verlauf die B 85 nun zusammen mit der B 88 und der Saalbahn, die beide nach Jena führen, folgt. Bei Schwarza endet der gemeinsame Verlauf mit der B 88, die weiter nach Ilmenau führt. Die B 85 trifft auf die Bahnstrecke Arnstadt–Saalfeld, entlang derer die Bundesstraße nun nach Saalfeld führt. Aufgrund der Verkehrsbelastung soll die Straße hier vierspurig ausgebaut werden. Die Altstadt von Saalfeld wurde bereits mit einer Umgehungsstraße entlastet, wodurch die Bundesstraße die Stadt nun östlich tangiert. Der weitere Verlauf folgt wiederum der Bahnstrecke Leipzig–Probstzella bis zur bayerischen Landesgrenze.

### Landkreis Kronach

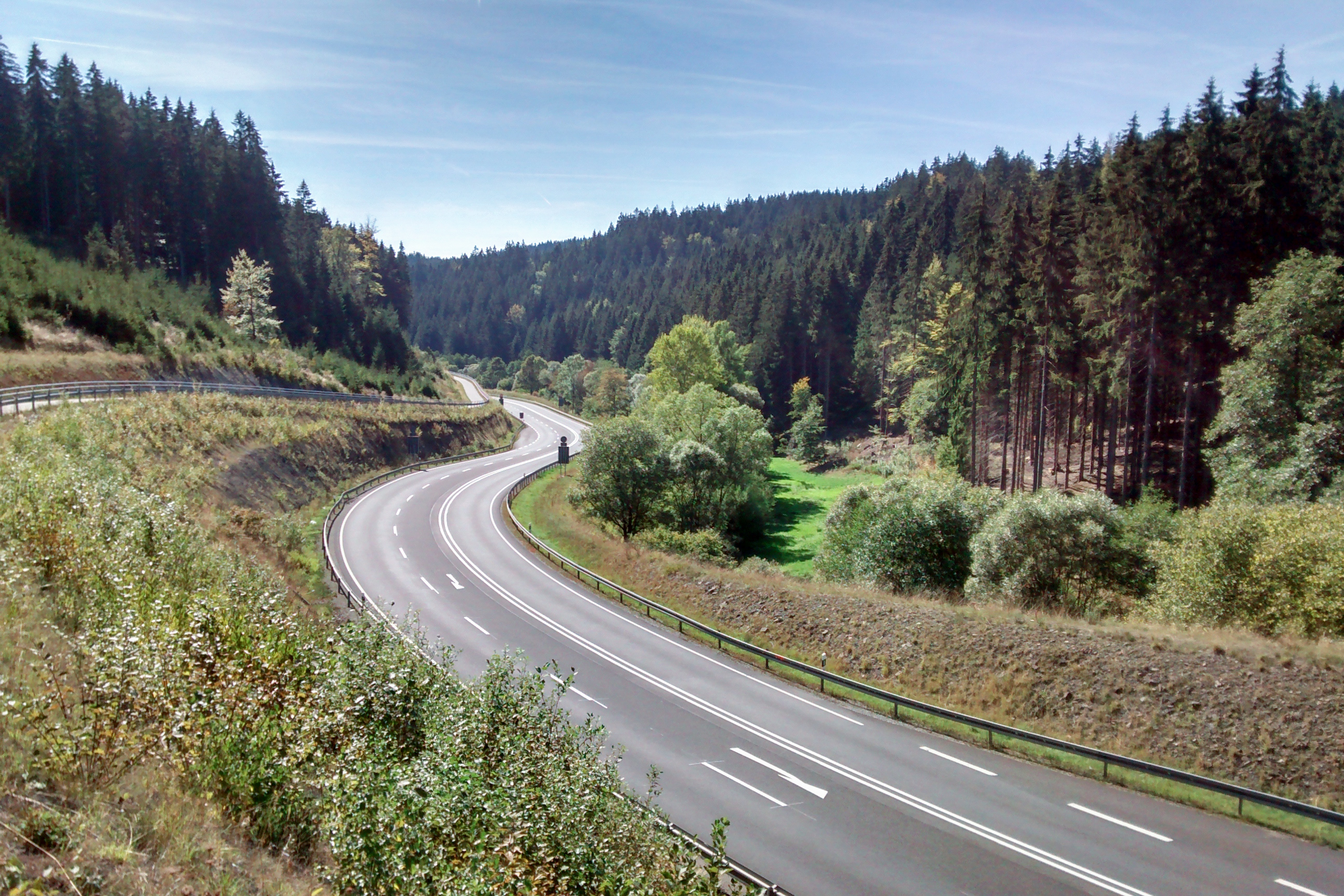
Die Bundesstraße zwischen Förtschendorf und Steinbach am Wald im Landkreis Kronach.

Im Norden des Landkreises Kronach überwindet die Bundesstraße zwischen Förtschendorf und Steinbach am Wald auf einer Länge von drei Kilometern etwa 100 Meter Höhenunterschied. Bei winterlichen Straßenverhältnissen kam es auf dem Streckenabschnitt, der mehrere relativ enge Kurven mit Radien zwischen 80 und 130 Metern in Kombination mit steilen Anstiegen aufwies, oft zu Behinderungen durch liegengebliebene Lastkraftwagen. Deshalb wurde die Straße von 2011 bis 2014 mit drei Fahrstreifen, flacheren Anstiegen und größeren Kurvenradien von 200 bis 300 Metern ausgebaut. Das erste, etwa 1,9 Kilometer lange Teilstück von Förtschendorf bis zur Einmündung der Kreisstraße KC 18 wurde ab April 2011 gebaut und im Herbst 2012 freigegeben. Der rund 1,4 Kilometer lange zweite Abschnitt von der Einmündung der Kreisstraße bis Steinbach am Wald folgte in den Jahren 2013/14. Am 24. Mai 2014 wurde die 3,3 Kilometer lange Gesamtstrecke mit einer Feierstunde, der auch der bayerische Innenminister Joachim Herrmann beiwohnte, offiziell für den Verkehr freigegeben.
Insgesamt mussten für den Ausbau des Straßenabschnitts etwa zwölf Millionen Euro aufgewendet werden. Grund für diese vergleichsweise hohe Summe sind die mit einem Volumen von rund 710.000 t sehr umfangreichen Erdbewegungsarbeiten und die erforderlichen Hangsicherungsarbeiten. Aus Platzgründen weist die Böschung an der Bergseite der Straße einen deutlich steileren Winkel auf, als im Regelfall üblich; um die Steinschlaggefahr zu minimieren, wurden deshalb auf der gesamten Länge Stahlnetze zur Sicherung der Hänge angebracht. Allein im Bereich des 2012 fertiggestellten Teilstücks wurden 30.000 Quadratmeter Stahlnetz mit 7.000 Felsnägeln befestigt.

### Landkreis Kulmbach
In zweijähriger Bauzeit wurde ein etwa 3,5 Kilometer langer Abschnitt im nördlichen Stadtgebiet von Kulmbach ausgebaut. Zuvor wurde die Bundesstraße über eine enge und kurvenreiche Strecke durch den Lösauer Wald geführt und war ein Unfallschwerpunkt. Die Bundesstraße wurde eingeebnet und die Fahrbahn verbreitert, die Kurvenradien wurden vergrößert.
In Planung ist ein vierstreifiger Ausbau der Bundesstraße vom südlichen Stadtgebiet Kulmbach bis zur Anschlussstelle Kulmbach/Neudrossenfeld zur Bundesautobahn 70. Heftige Bürgerproteste haben das Bauvorhaben vorerst gestoppt, nun will man das Vorhaben auf eine dreistreifige Trasse im 2+1-System reduzieren. Von öffentlicher Seite lautet die Begründung für den Ausbau, dass man Kulmbach besser an die Autobahn anbinden will, um mehr Industrie und Gewerbe in die Stadt zu holen. Gegner weisen darauf hin, dass eine Zeitersparnis von nicht einmal zwei Minuten auf sieben Kilometern dieses Großprojekt nicht rechtfertige und es auch zu einer erhöhten Lärmbelästigung der Anwohner kommen werde, der man nicht genug entgegenwirke.

### Landkreis Amberg-Sulzbach und Amberg
Zwischen Sulzbach-Rosenberg und Amberg ist ein dreistreifiger Ausbau in fünf Bauabschnitten zwischen 2001 und 2013 fertiggestellt worden. Zwischen der A6, Amberg-Ost und Pittersberg ist ein vierstreifiger Ausbau auf 2,4 Kilometer Länge im vordringlichen Bedarf des Bundesverkehrswegeplans 2030.

### Landkreis Schwandorf
Im Oktober 2009 wurde der vierspurige Ausbau der B 85 bei Wackersdorf im Landkreis Schwandorf nach zweijähriger Bauzeit fertiggestellt. Im Dezember 2009 wurde der vierspurige Ausbau der B85 zwischen Altenschwand und Bodenwöhr fertiggestellt. Am Mappenberg ist die B 85 dreistreifig ausgebaut.
Einen vierstreifigen Ausbau der B 85 von der A 93, Autobahnanschlussstelle 33 „Schwandorf-Mitte“ bis zum Abzweig zur B 16 bei Altenkreith (Roding, Landkreis Cham) sieht der Bundesverkehrswegeplan 2030 im Weiteren Bedarf mit Planungsrecht vor, das heißt nach 2030.

### Landkreis Cham
Im Landkreis Cham ist die B 85 sehr gut ausgebaut, weitere Ausbauplanungen liegen vor.
Seit 2010 lief für die 4 km lange Ortsumgehung des Rodinger Stadtteils Neubäu das Planfeststellungsverfahren. Damals waren die Kosten auf 13,4 Millionen Euro veranschlagt. Der Planfeststellungsbeschluss erging im März 2013 und wurde im Januar 2015 rechtsbeständig. Nach den öffentlich ausgelegten Unterlagen soll dieser Abschnitt mit 3 Fahrstreifen für den sogenannten 2+1-Betrieb gebaut werden. Baubeginn war im November 2015. Größtes Bauwerk wird die 83 Meter lange Brücke über ein Biotop (Weiher) und den Hauser Bach. Die Ortsumgehung wurde am 16. November 2018 für den Verkehr freigegeben. Die Baukosten beliefen sich auf 28 Millionen Euro, nachdem ursprünglich 19 Millionen Euro angesetzt worden waren.
Zwischen den Rodinger Stadtteilen Neubäu am See und Altenkreith ist die B 85 überbreit ausgebaut. Planungen für den 4-streifigen Ausbau gibt es für die Ortsumgehung von Altenkreith ab der Einmündung der B 16 und den anschließenden Abschnitt bei Roding.
Der 4-streifige Ausbau des Streckenabschnitts bei Wetterfeld (zwischen Piendling und Wulfing) begann am 1. August 2012. Mit der Untertunnelung im Bereich Wetterfeld wurde 2014 begonnen. Die Verkehrsfreigabe erfolgte am 27. Oktober 2016.
Am 5. Dezember 2007 wurde der autobahnähnliche Ausbau des 8,2 km langen Teilabschnitts der B 85 zwischen Cham-Wulfing und der Anschlussstelle Cham-Süd (Verbindung zur B 20) nach dreijähriger Bauzeit fertiggestellt. Er verfügt seither über jeweils zwei durch eine Schutzplanke getrennte Fahrstreifen pro Richtung. Dieser Streckenabschnitt im Chamer Stadtgebiet verbindet einzelne Stadtteile mit drei Anschlussstellen. Außerdem ist die B 85 nördlich von Neubäu vierstreifig ausgebaut.
Seit dem 7. August 2010 ist die Ortsumgehung Chameregg befahrbar. Dieser 1,9 km lange und vier Millionen Euro teure Neubau wurde von April 2009 bis August 2010 erstellt.

### Landkreis Regen
In nächster Zeit wird die B 85 im Landkreis Regen ausgebaut, indem an mehreren Stellen Überholspuren gebaut werden.
Es war zeitweise geplant, im Gemeindegebiet Viechtach die vorgeblich unfallträchtigen Abzweigungen „Rehau“ und „Antonius“ zusammenzufassen. Das Straßenbauamt Passau stellte 2013 Planungen von einer Brücke über die B 85, zwei Kreisverkehren und insgesamt sieben nebeneinanderliegenden Spuren vor. Das vier Millionen Euro teure Projekt war unter den Viechtachern sehr umstritten, was nach vielen Einwendungen von Bürgern und einem ablehnenden Stadtratsbeschluss das Straßenbauamt Passau 2021 zum Abrücken von den großzügigen Ausbauplänen veranlasste. Weiterhin regelt somit eine Ampel den Verkehr an der Rehau-Einfahrt, ergänzt nun durch eine weitere an der Antoni-Kreuzung mit der St2139.
Bei Ayrhof soll die Bundesstraße bis zur Raststätte an der Aitnach dreispurig ausgebaut werden.
Östlich von Viechtach wurde die Abzweigung in Fernsdorf und die Überquerung der B 85 mit einer separaten Abbiegespur ausgestattet. Diese Kreuzung sowie die Kreuzung Ayrhof wurde mit Querungshilfen ausgestattet.
Die Einmündung der B 11 in die B 85 im Bereich der Gemeinde Patersdorf wurde ausgebaut. Hier ist ein Kreisverkehr mit einem Bypass eingerichtet worden.
Am Marcher Berg westlich von Regen erfolgte am 19. August 2013 der Spatenstich für den 1,4 km langen und 3,5 Millionen Euro teuren dreistreifigen Ausbau, um den Verkehr, der im Winter durch Glatteis und langsame LKWs blockiert wird, besser fließen zu lassen. 2014 wurde der Abschnitt dem Verkehr übergeben.

### Landkreis Freyung-Grafenau
Im Landkreis Freyung-Grafenau existieren noch zwei Ortsdurchfahrten in Eberhartsreuth und kurz darauf in Gumpenreit. Die geplanten Umgehungen haben eine Länge von 2,4 bzw. 1,6 km und voraussichtliche Kosten von 17,3 bzw. 2,5 Millionen Euro.
Daneben ist die anschließende Strecke bis Preying nicht ausgebaut. Sie weist enge Kurven, einen schmalen Straßenquerschnitt sowie starke Steigungen auf. Hier ist mittelfristig ein kompletter Neubau geplant. Dieser Abschnitt soll eine Länge von 4,0 km haben und 12,3 Millionen Euro kosten. Hierbei soll auch ein Autobahnzubringer von Grafenau über Thurmannsbang nach Eging an die B 85 angeschlossen werden.
Alle drei Vorhaben sind im Bundesverkehrswegeplan als „weiterer Bedarf“ eingeordnet.

### Landkreis Passau
Vom 8. August 2005 bis zum 21. Juli 2009 wurde an der Ortsumgehung von Neukirchen vorm Wald im Landkreis Passau gebaut. Die 5,2 km lange Strecke kostete 19,6 Millionen Euro. Der erste Teil dieser Umgehung bei Sittenberg ging im September 2007 vorläufig und Anfang August 2008 vollständig in Betrieb. Die Ortsumgehung Neukirchen ging ein Jahr später am 21. Juli 2009 in Betrieb. Damit ist die B 85 im kompletten Landkreis Passau ortsdurchfahrtsfrei.

## Verlegung/Ausbaupläne
Aufgrund der parallelen Bundesautobahn 71 soll die B 85 zwischen Hauenthal und Sachsenburg abgestuft werden. Zeitgleich soll sie auf die jetzige L 1058 von Hauenthal nach Frohndorf verlegt werden, wo Anschluss an die Bundesautobahn 71 besteht. Auch der westliche Teil der Ortsumgehung Sömmerda ist als Bundesstraße 85 geplant.